# Usewalad Rodska

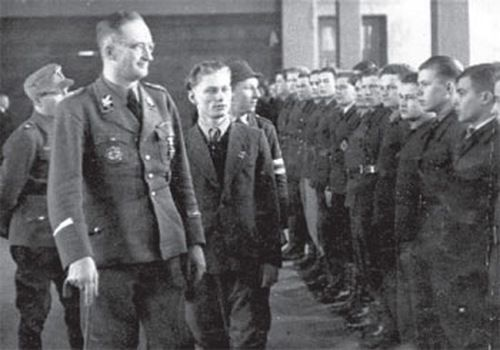
Curt von Gottberg, Usewalad Rodska und Michas Ganko (von links nach rechts)

Usewalad Rodska (belarussisch Усевалад Родзька, Łacinka: Usievaład Rodźka; * 21. Juni 1920 in Tschutschawitschy, im heutigen Rajon Luninez, Belarus; † 1946 in Minsk) war ein belarussischer politischer Aktivist und Unabhängigkeitskämpfer, einer der Organisatoren der antisowjetischen Partisanenbewegung in Belarus nach dem Zweiten Weltkrieg. Während der deutschen Besatzung von Belarus im Zweiten Weltkrieg kollaborierte Rodska mit den Nationalsozialisten und wurde Hauptmann des Luftlandebataillons Dallwitz.

## Leben
Usewalad Rodska wurde in einem Dorf in Polesien geboren, das während des Polnisch-Sowjetischen Kriegs unter polnischer Besatzung stand, nach dem Frieden von Riga gehörte seine Heimat zur polnischen Woiwodschaft Polesien. Rodska besuchte bis 1938 eine polnische weiterführende Schule in Nawahrudak. Anschließend wurde er in die Polnische Armee eingezogen und wurde Unteroffizier bei der Militärschule in Zombrowe. Rodska nahm teil am Polnisch-Deutschen Krieg im September 1939, wobei er sich Brandwunden zuzog und gefangen genommen wurde. 1940 wurde Rodska freigelassen.
Rodska war zusammen mit Winzent Hadleuski und Michal Wituschka Leiter der 1941 gegründeten illegalen Belarussischen Unabhängigkeitspartei. In der ersten Sitzung der Belarussischen Unabhängigkeitspartei berichtete Rodska über die Gräueltaten der Nationalsozialisten in Polen und initiierte die Einschließung der Hilfe gegenüber Juden in das Parteiprogramm.
Im Frühling 1941 wurde er Leiter der Krakauer Niederlassung des Weißrussischen Komitees, einer weißrussischen zivilen Selbsthilfeorganisation in Polen. Ab Juli 1941 leitete Rodska die weißrussische Stadtregierung in Wizebsk und war im Weißruthenischen Zentralrat aktiv, wo er sich auf das Weißruthenische Jugendwerk konzentrierte. In seiner Arbeit kooperierte Rodska mit der Abwehr, was als taktischer Schritt im Kampf gegen die Sowjets seitens der Belarussischen Unabhängigkeitspartei beschrieben wird, da der Versuch, Kontakt mit westlichen Alliierten aufzunehmen, scheiterte.
Nachdem der Leiter der Belarussischen Unabhängigkeitspartei Winzent Hadleuski von den Nationalsozialisten hingerichtet wurde, wurde Rodska der faktische Leiter der illegalen Partei.
Ab März 1944 war Rodska Kapitän und Kommandant des 15. Bataillons der Weißruthenischen Heimwehr. Nach einiger Angaben arbeitete Rodska an der Organisation eines für den Sommer 1944 geplanten antideutschen Aufstandes in Minsk, der jedoch nicht stattfand.
Nach der Aufstellung des Luftlandebataillons Dallwitz aus ehemaligen Mitgliedern der Weißruthenischen Heimwehr und anderen belarussischen Freiwilligen war Rodska als Hauptmann einer der Offiziere und erhielt später den Rang eines Majors. Er unterstützte die Aufnahme aller belarussischen politischen und militärischen Einheiten in die Russische Befreiungsarmee unter Andrei Andrejewitsch Wlassow.
Nach der Auflösung des Luftlandebataillons Dallwitz kam Rodska illegal mit seiner Gruppe von Tschechien nach Białystok in Ostpolen (damals Teil der Weißrussischen SSR) und organisierte dort eine belarussische antisowjetische Untergrundbewegung sowie antisowjetische Partisaneneinheiten. Rodska wurde entweder im Juni 1945 oder im Herbst 1946 von den Sowjets in Polen verhaftet. 1946 wurde er in Minsk zum Tode verurteilt und hingerichtet.
Rodska erhielt posthum den Titel eines Generalmajors von der Exilregierung der Weißruthenischen Volksrepublik.